# Templetonprijs
De Templetonprijs (Templeton Prize), voluit Templetonprijs voor uitzonderlijke bijdragen aan het bevestigen van de spirituele dimensie van het leven, het zij door inzicht, ontdekking of praktische werken, sinds 1973 uitgereikt door de Templeton-stichting (Templeton Foundation), is een prijs ter beloning van wetenschappelijke voortgang op het gebied van religie. Tot 2001 luidde de naam van de prijs Templetonprijs voor voortgang in religie, en van 2002 tot 2008 Templetonprijs voor voortgang in onderzoek of ontdekking omtrent spirituele werkelijkheden. De prijs wordt niet postuum uitgereikt.
De wijze van uitreiking en hoogte van het prijzengeld doen denken aan de Nobelprijs. Uitreiking geschiedt doorgaans door Prins Philip in een ceremonie in het Buckingham Palace.
De prijs is in 1972 ingesteld en vernoemd naar de Britse filantroop Sir John Templeton (1912-2008). Sinds de eerste uitreiking in 1973 wordt deze prijs jaarlijks uitgereikt.
Zowel individuen met een hindoe-, christelijke, joodse, boeddhistische en moslim-achtergrond zijn vertegenwoordigd (geweest) in het comité, alsook beloond door middel van een prijs.
De prijs werd bekritiseerd door de Britse atheïst Richard Dawkins die hem beschreef als "een erg grote hoeveelheid geld (...) voor een wetenschapper die bereid is iets aardigs over religie te zeggen".

## Prijswinnaars
- 1973 - Moeder Teresa uit Calcutta
- 1974 - Frère Roger, oprichter van de Gemeenschap van Taizé
- 1975 - Sarvepalli Radhakrishnan, president van India
- 1976 - Leon Joseph kardinaal Suenens
- 1977 - Chiara Lubich, oprichter van de Focolarebeweging
- 1978 - Professor Thomas Torrance
- 1979 - Dominee Nikkyo Niwano
- 1980 - Ralph Wendell Burhoe, oprichter van Zygon: Journal of Religion & Science
- 1981 - Cicely Saunders, oprichter van hospice
- 1982 - Billy Graham, evangelist
- 1983 - Aleksandr Solzjenitsyn, Sovjet dissidente schrijver
- 1984 - Dominee Michael Bourdeaux, oprichter van het Keston Institute
- 1985 - Alister Hardy, oprichter van het Religious Experience Research Centre
- 1986 - Dominee James I. McCord van het Princeton Theological Seminary
- 1987 - Stanley Jaki, benedictijn en fysicus
- 1988 - Dr. Inamullah Khan
- 1989 - Carl Friedrich von Weizsäcker, natuurkundige en filosoof, en Lord MacLeod of Fuinary, oprichter van de Iona Gemeenschap
- 1990 - Baba Amte en L. Charles Birch
- 1991 - Rabbi Immanuel Jakobovits, rabbijn
- 1992 - Kyung-Chik Han, Koreaans dominee
- 1993 - Charles Colson, oprichter van het Prison Fellowship
- 1994 - Michael Novak, filosoof en diplomaat
- 1995 - Paul Davies, theoretisch natuurkundige
- 1996 - Bill Bright, oprichter van de Campus Crusade for Christ
- 1997 - Pandurang Shastri Athavale
- 1998 - Sigmund Sternberg, filantroop
- 1999 - Ian Barbour, professor
- 2000 - Freeman Dyson, natuurkundige
- 2001 - Dominee Arthur Peacocke, Brits theoloog en biochemicsu
- 2002 - Dominee John Polkinghorne, natuurkundige en theoloog
- 2003 - Holmes Rolston III, filosoof
- 2004 - George F. R. Ellis, kosmoloog en filosoof
- 2005 - Charles Townes, Nobelprijs laureaat en natuurkundige
- 2006 - John D. Barrow, kosmoloog en theoretisch natuurkundige
- 2007 - Charles Taylor, filosoof
- 2008 - Michael Heller, Pools fysicus en filosoof
- 2009 - Bernard d'Espagnat, Frans fysicus
- 2010 - Francisco J. Ayala, Spaans-Amerikaans bioloog
- 2011 - Martin Rees, Brits kosmoloog en astrofysicus
- 2012 - Tenzin Gyatso (dalai lama), spiritueel leider in het Tibetaans boeddhisme
- 2013 - Desmond Tutu, Zuid-Afrikaans voormalig Anglicaans bisschop
- 2014 - Tomáš Halík, Tsjechische geleerde, professor
- 2015 - Jean Vanier, Canadees oprichter van de Arkgemeenschap (l'Arche)
- 2016 - Jonathan Sacks - Hoofdrabbijn van de British Commonwealth
- 2017 - Alvin Plantinga, godsdienstfilosoof
- 2018 - Abdoellah II van Jordanië, koning van Jordanië
- 2019 - Marcelo Gleiser, Braziliaans natuurkundige
- 2020 - Francis Collins, Amerikaans geneticus en arts
- 2021 - Jane Goodall, Britse ethologe en milieuactiviste
- 2022 - Frank Wilczek, Amerikaans natuurkundige
- 2023 - Edna Adan Ismail
- 2024 - Pumla Gobodo-Madikizela
- 2025 - Bartholomeus I van Constantinopel